# Janko Ravnik
Janko Ravnik, slovenski pianist, skladatelj, glasbeni pedagog, fotograf in filmski režiser, * 7. maj 1891, Bohinjska Bistrica, † 20. september 1982, Ljubljana.
Končal je šolo Glasbene matice v Ljubljani in študij klavirja pri Josefu Jiraneku na Konservatoriju v Pragi. Po vrnitvi v Ljubljano je najprej bil korepetitor in dirigent ljubljanske Opere. Deloval je kot profesor klavirja na Akademiji za glasbo v Ljubljani in kot dekan te ustanove. Vzgojil je mnoge generacije pianistov, med drugimi tudi Pavla Šivica, Hildo Horak in Zdenko Novak.
Leta 1931 je posnel prvi slovenski celovečerni film z naslovom V kraljestvu Zlatoroga. Med njegove dokumentarne filme sodi tudi prikaz ljubljanske proslave ob 120. obletnici ustanovitve Ilirskih provinc in odkritje Napoleonovega spomenika v Ljubljani (ČB, 1929).

## Bibilografija
- Janko Ravnik, skladatelj (zvočna kaseta, 1981, ZKP RTV Ljubljana), (COBISS)